# Andollu
Andollu és un poble (concejo) de la Zona Rural Est de Vitòria, al territori històric d'Àlaba. Se situa a la vora d'un rierol en la carretera de Vitòria a Estella, limitant al N. amb Villafranca, a l'I. amb Añua, a l'O. amb Aberasturi i al S. amb Trocóniz.

## Geografia
Situat a l'est del municipi, a 555 msnm, travessa la localitat el rierol Morinalde, afluent del riu Uragona, així com la carretera A-132.

## Història
Antigament denominat també Villalegre de Andollu, va constituir la Germandat d'Andollu, que estava representada als congressos de província pel procurador de Vitòria com apoderat. Aquesta Germanor estava composta només de la vila d'Andollu. En 1314 era senyor d'Andollu Juan Corvaran de Leet. Posteriorment va pertànyer al patronatge de Quejana i, al segle xix, al senyoriu del marquesat de Villalegre en la persona del veí de Granada, Juan Bautista Porcel, a qui pagava la vila 25 rals, 18 maravedins i 4 gallines.

## Patrimoni
- Església de Santa Catalina. Originalment romànic (estil del qual encara es conserven restes), s'hi destaquen la portada medieval, les voltes gòtiques, la columna romànica de la pica baptismal i el retaule major neoclàssic realitzat el 1799 per Mauricio de Arrázola. Alberga una verge Maria del segle xiii.[2]

## Demografia
El 2014 Andollu tenia 38 habitants, dels quals 22 eren homes i 16 dones. (INE 2014).
| Gràfica d'evolució demogràfica de Andollu entre 2000 i 2014 |
|                                                             |
|                                                             |